# Käina
Koordinaten: 58° 50′ N, 22° 47′ O
Käina ist ein Dorf (estnisch alevik) in der Landgemeinde Hiiumaa im Kreis Hiiu (Hiiu maakond). Es liegt auf der zweitgrößten estnischen Insel Hiiumaa (deutsch Dagö). Käina war Hauptort der gleichnamigen Landgemeinde bis zu deren Auflösung 2017.

## Beschreibung und Geschichte

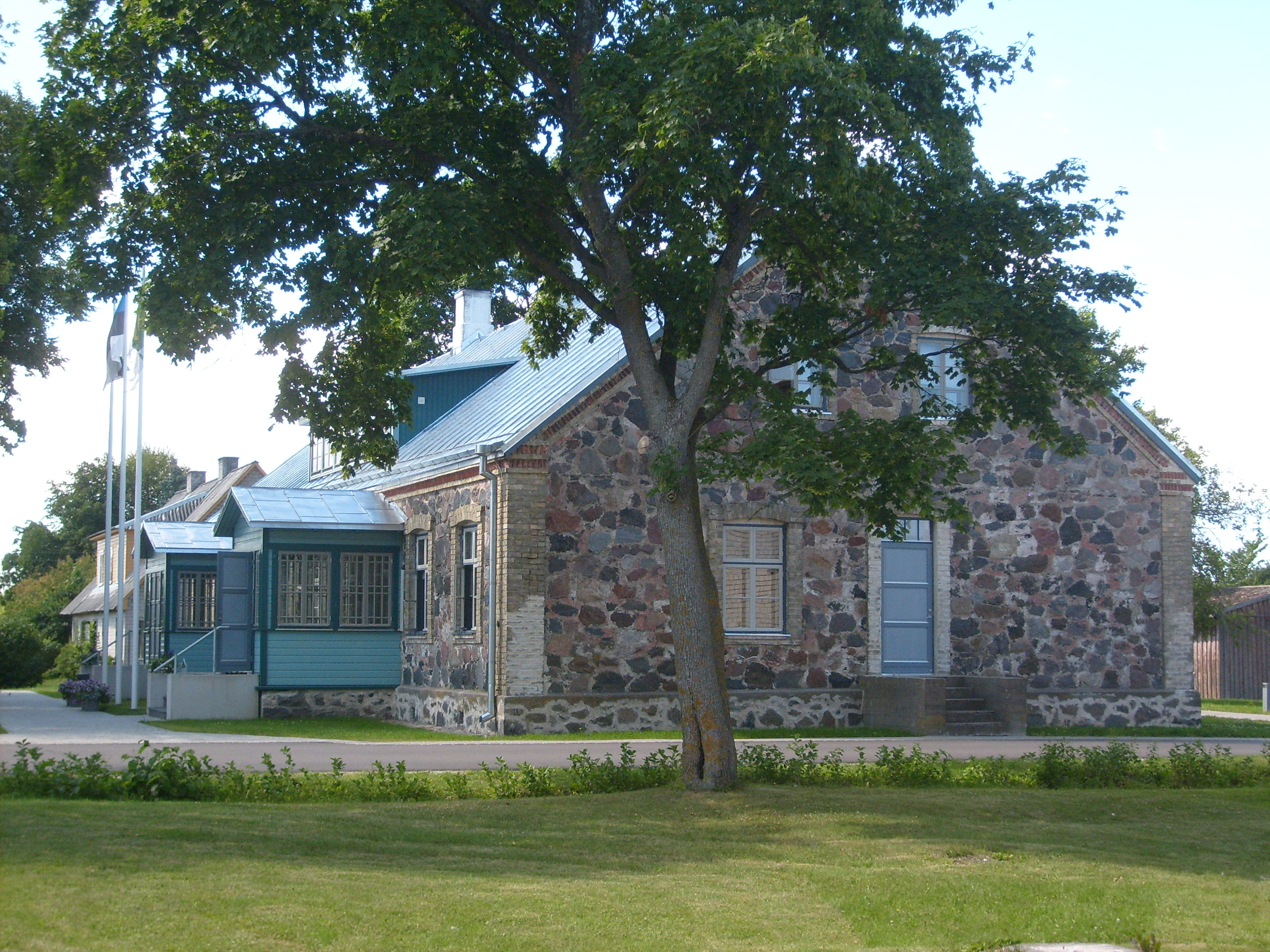
Gemeindehaus

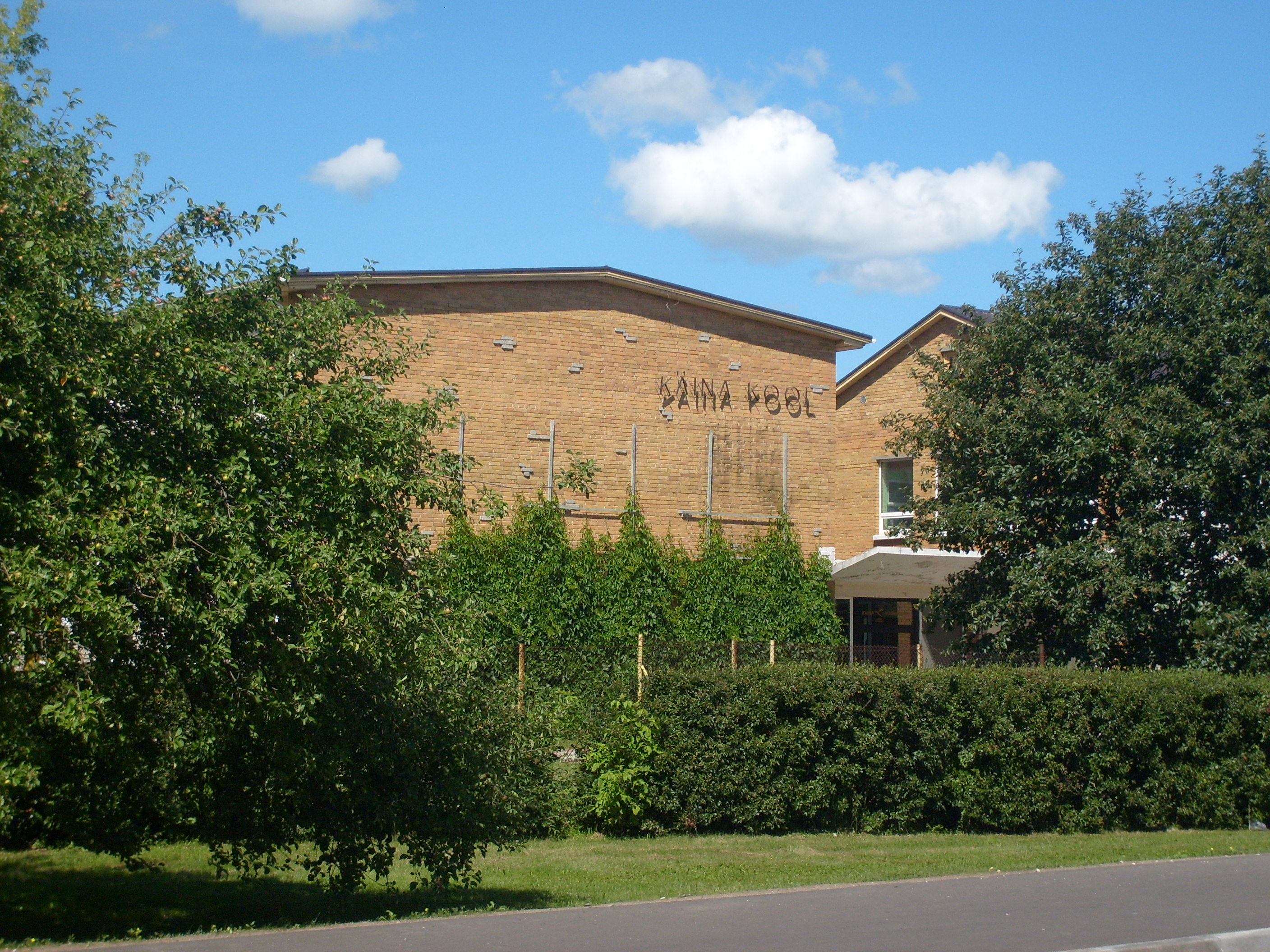
Schule

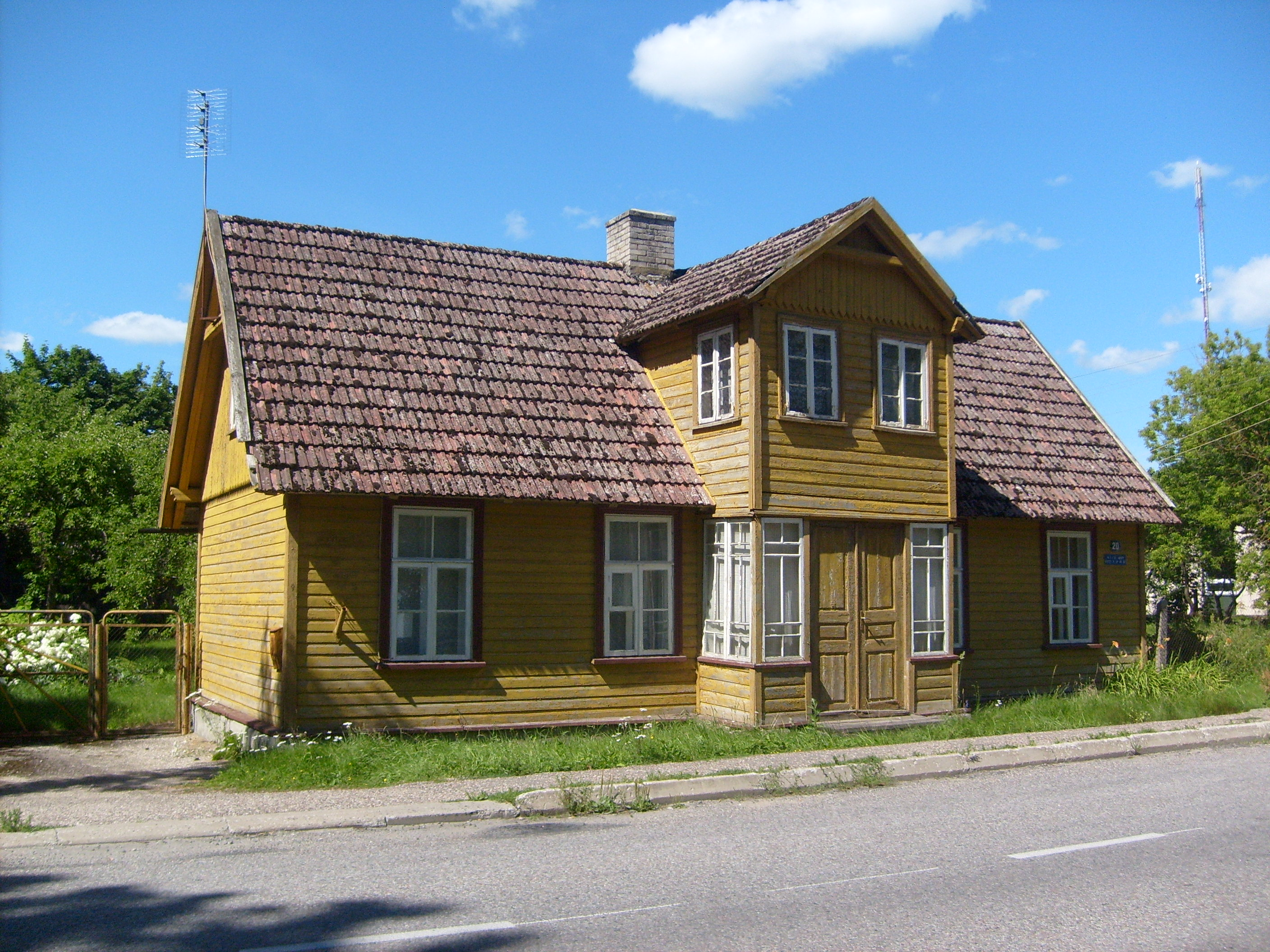
Wohnhaus im Ort

Käina (deutsch Keinis) hat 690 Einwohner (Stand 31. Dezember 2011). Der Ort liegt an der gleichnamigen Bucht (Käina laht), direkt an der Ostsee. Käina liegt 19 Kilometer südlich der Inselhauptstadt Kärdla (Kertel).
Käina wurde erstmals 1529 unter dem Namen Keinisz urkundlich erwähnt. Bis 1939 war die Schreibweise des Ortes offiziell Keina.
Das Bischofsgut von Käina war bereits Mitte des 16. Jahrhunderts ein bedeutender Ort, vor allem durch den nahegelegenen Hafen an der Bucht. Um 1500 entstand das Kirchspiel Käina. 1627 wurde das Kirchspiel Reigi abgeteilt.
Nach der Inselhauptstadt Kärdla ist Käina das zweite wirtschaftliche und kulturelle Zentrum der Insel Hiiumaa. In der Zeit der Estnischen SSR entstanden dort wichtige Kolchosen und Industriebetriebe sowie ein Veterinärzentrum. Heute haben zahlreiche Firmen und Unternehmen von Hiiumaa in Käina ihren Sitz. Der Natur- und Kurtourismus spielt im Ort eine große Rolle. 1959 wurde erstmals Heilschlamm aus der Bucht von Käina für Behandlungen eingesetzt. Heute steht der Bevölkerung ein modernes Hallenbad zur Verfügung.
In der ersten Hälfte des 19. Jahrhunderts gründete Georg Friedrich Ignatius, der von 1818 bis zu seinem Tod 1865 Pfarrer in Käina war, die örtliche Kirchspielschule. Bekannteste Bildungseinrichtung ist heute das Gymnasium von Käina. Daneben existiert im Ort eine Kunstschule. Im Kulturhaus hat das Dorftheater Odra Iva seinen Stammsitz.

## Martinskirche

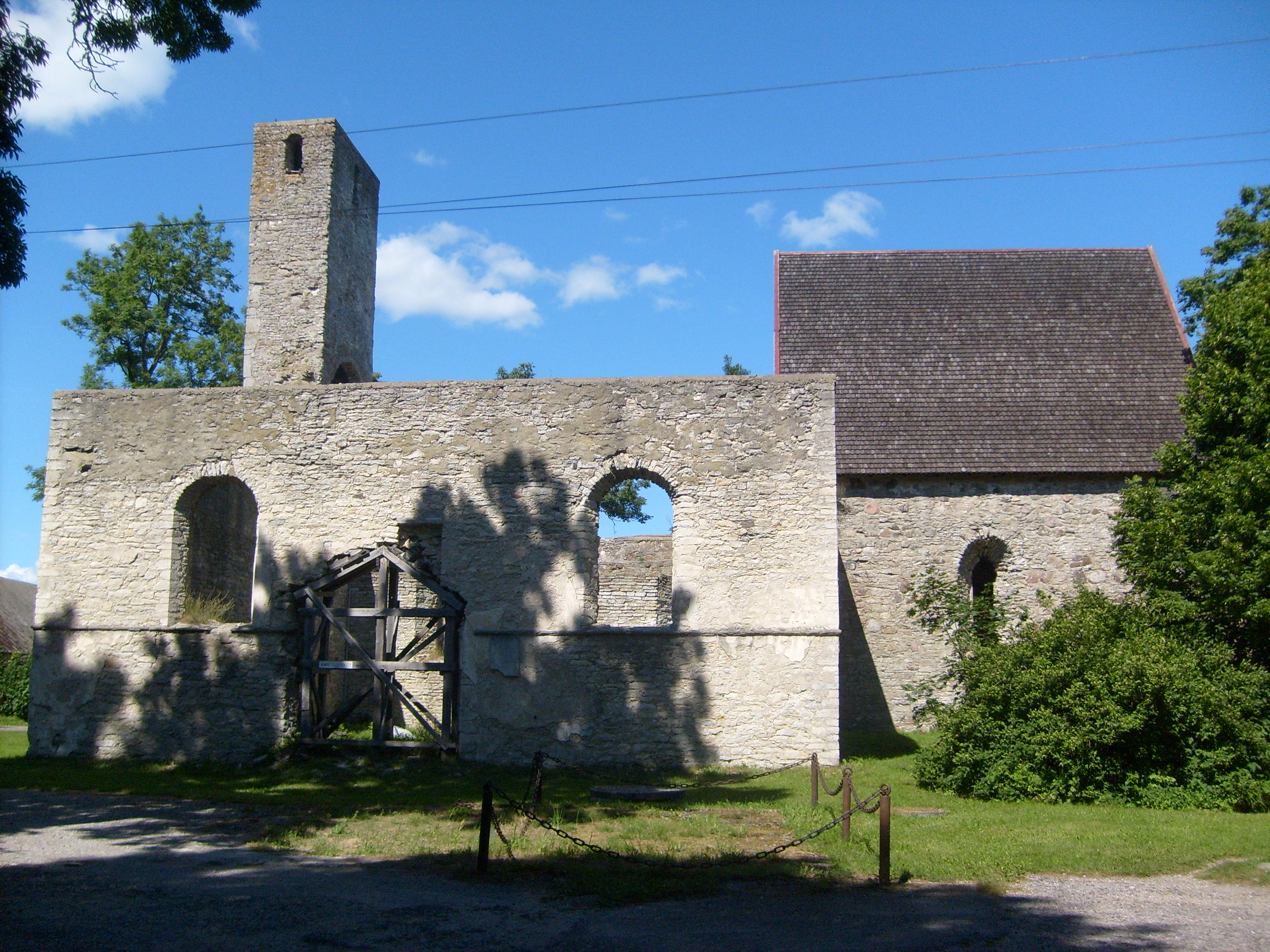
Ruinen der Martinskirche

Wahrscheinlich entstand bereits im 13. Jahrhundert eine erste Kirche aus Holz in Käina. Die heutige Steinkirche wurde Ende des 15./Anfang des 16. Jahrhunderts unter Bischof Johann Orgies (Bischof 1492–1515) errichtet. Der erste Pfarrer in Käina ist für das Jahr 1532 belegt. Die Kirche war damals mit 600 Sitzplätzen die größte auf Hiiumaa.
Die Saalkirche im gotischen Stil ist einfach und schlicht gehalten. 1859/1860 wurde das Gotteshaus stark umgestaltet und um einen Anbau erweitert.
Die Kirche war zunächst dem heiligen Nikolaus, dem Schutzpatron der Seefahrer, geweiht, später dem heiligen Martin.
Die evangelisch-lutherische Martinskirche von Käina wurde am 14. Oktober 1941 durch eine deutsche Brandbombe zerstört. Dabei wurden wertvolle Kunstschätze vernichtet, so die Altäre der Jungfrau Maria, des heiligen Nikolaus und des heiligen Antonius. Auch die vom Vater des estnischen Komponisten Rudolf Tobias gebaute Orgel wurde ein Raub der Flammen.
Heute sind nur noch die Ruinen der Kirche erhalten. Um die Kirche erstreckt sich ein weiter Park.

## Persönlichkeiten
- Johannes Haller (1865 in Keinis; † 1947 in Tübingen), Historiker, Hochschullehrer in Marburg, Gießen und Tübingen